# Gustav Reder (Eisenbahningenieur)
Gustav Reder (auch Gustavo, * 22. September 1895 in Madrid; † 10. September 1979 ebenda) war ein deutscher Eisenbahningenieur, Autor und NS-Propagandist.

## Leben
Gustav Reder wurde als Sohn des in Madrid ansässigen deutschen Großkaufmanns Gustav Reder und dessen Ehefrau Hulda Reder (geborene Klingebeil) geboren. Er besuchte zunächst die Deutsche Realschule in Madrid und dann das Realgymnasium in Goslar, wo er 1914 das Abitur ablegte. Anschließend absolvierte er ein sechsmonatiges Werkstattpraktikum beim Lokomotivenhersteller Henschel & Sohn in Kassel mit nachfolgendem praktischem Lokomotivfahrdienst.
1915 begann Reder ein Ingenieursstudium an der Technischen Hochschule Charlottenburg, musste jedoch am 4. November 1916 seinen Militärdienst im Ersten Weltkrieg antreten. Am 2. Juni 1919 wurde er demobilisiert und nahm sein Studium in Berlin wieder auf, das er 1921 abschloss.
Im Frühjahr 1921 erhielt er eine Stellung in der Redaktion des Vereins Deutscher Ingenieure, danach bekleidete er die Position des Werbebeauftragten der Eisenbahn-Verkehrsmittel AG. 1923 kehrte Reder als Vertreter dieses Unternehmens nach Spanien zurück, wo er von 1926 bis 1930 als Ingenieur für den Eisenbahnmaterial-Hersteller Sociedad Española de Material Ferroviario tätig war und anschließend eine eigene Buchdruckerei betrieb.
Zum 1. März 1932 trat Reder der NSDAP bei (Mitgliedsnummer 861.132). Nach der „Machtergreifung“ durch die Nationalsozialisten erhielt er gleich drei offizielle Stellungen: Er war Presseberater der deutschen Botschaft in Madrid und als solcher Diplomat, Presseleiter der Landesgruppe der NSDAP in Spanien sowie Pressechef der Reichsbahnzentrale für den deutschen Reiseverkehr, Vertretung Madrid.
Im Mai 1936, kurz vor Beginn des Spanischen Bürgerkriegs, wurde Reder nach Deutschland zurückbeordert und war dort in der spanischsprachigen Redaktion der Nachrichtenagentur Transocean, die direkt dem Reichsministerium für Volksaufklärung und Propaganda unter Joseph Goebbels unterstellt war, tätig, bevor er am 12. April 1940 die Position eines Wissenschaftlichen Hilfsarbeiters in der Kulturpolitischen Abteilung des Auswärtigen Amts übernahm: Er leitete im Rundfunk-Referat das für Spanien, Portugal und Lateinamerika zuständige Referat HI. Am 1. April 1942 wurde Reder zusätzlich Verbindungsmann des Auswärtigen Amts bei der Reichs-Rundfunk-Gesellschaft. Am 1. Juni 1944 übernahm er die Leitung des für Spanien, Portugal und Lateinamerika verantwortlichen Referats III der Rundfunkpolitischen Abteilung des Auswärtigen Amts.
Nach Ende des Zweiten Weltkriegs gelang Reder unbehelligt und unter eigenem Namen die Rückkehr nach Spanien: Bereits im September 1945 war er wieder in Madrid, übernahm eine Stellung beim Eisenbahnhersteller Ferrovias S.A. und betätigte sich als Autor sowie als technischer Übersetzer.

## NS-Propagandist
Alle drei offiziellen Funktionen, die Reder von 1933 bis 1936 in Spanien innehatte, dienten den Zwecken des NS-Regimes. Als Presseleiter der NS-Landesgruppe bestanden Reders Obliegenheiten darin, im Auftrag der NSDAP/AO und des Propagandaministeriums in spanischen Zeitungen für deutschlandfreundliche Berichterstattung zu sorgen, nationalsozialistische Propaganda zu verbreiten und zu koordinieren sowie Spanier, deren Äußerungen im Land Gehör fanden, zu beeinflussen. Darüber hinaus war Reder, dem ein Stab von fünfzig Mitarbeitern unterstand, auch für die Einflussnahme auf Rundfunk, Film und das kulturelle Leben zuständig und hatte die Medienlandschaft Spaniens im Auge zu behalten, während er zugleich das Privatleben deutscher Pressevertreter in Spanien überwachen ließ und ausführlich Bericht über deren Lebensumstände, Verhalten, Umgang und Ansichten erstattete. Als Pressechef der Reichsbahnzentrale in Madrid unterstand Reder gleichfalls Joseph Goebbels; hier bestand seine Aufgabe in der Sammlung und Auswertung von Informationen über Personen und Publikationen, die im Zusammenhang mit Reiseverkehrsaktivitäten zum fokussierten Ziel deutscher Beeinflussung werden konnten. Und in seiner diplomatischen Position als Presseberater der deutschen Botschaft koordinierte Reder die offene Selbstdarstellung Deutschlands in Spanien und verwaltete die Budgets für propagandistische Aktivitäten.
Reders Tätigkeit für das nationalsozialistische Regime unterscheidet sich so auffallend von seiner Arbeit als Eisenbahnschriftsteller, für die er vorwiegend bekannt ist, dass Claude Bowers, der von 1933 bis 1939 US-Botschafter in Spanien war, nach dem Krieg davon ausging, dass Gustav Reder nur ein Pseudonym des Propagandisten war.

## Eisenbahn-Autor
Gustav Reder ist heute vor allem als Verfasser von Büchern zur Modelleisenbahn und zur Eisenbahn bekannt. Reder hatte seit seiner Jugend ein ausgeprägtes Interesse an Miniatureisenbahnen; der Mangel an Anerkennung, die man in Deutschland diesem Hobby – anders als in Großbritannien, wo die Beschäftigung mit Modellbahnen keineswegs als kindische Spielerei galt – entgegenbrachte, missfiel ihm so sehr, dass er das 1925 veröffentlichte Buch Die Modelleisenbahn – Ihre Wirkungsweise und ihr Betrieb nebst einer Anleitung zum Selbstanfertigen von Eisenbahnen und Zubehör schrieb. Es handelte sich um das erste Buch in Deutschland, in dem systematisch und fundiert die technischen Grundlagen, die Systeme und der Betrieb von Modellbahnen dargelegt wurden.
1970 veröffentlichte Reder Mit Uhrwerk, Dampf und Strom – Vom Spielzeug zur Modelleisenbahn. Es handelte sich um eine Geschichte der frühen Modellbahnen und ihrer Hersteller in aller Welt von ihren Anfängen bis 1939. Eine vergleichbare Darstellung hatte es zuvor nicht gegeben. Das Buch gilt bis heute als Standardwerk zur Modellbahn-Frühgeschichte, wurde mehrfach neu aufgelegt und sah auch Übersetzungen in andere Sprachen. Es ist zugleich das Werk, für das Reder am bekanntesten ist.
1974 folgte Die Welt der Dampflokomotive, eine Darstellung der Geschichte der Dampflokomotive von ihren Anfängen bis zum sich abzeichnenden Ende des Dampfantriebs bei der Eisenbahn. Daneben verfasste Reder eine Reihe von Büchern zu spanischen Dampfloks, die nur in Spanien erschienen und dort als Grundlagenwerke zur spanischen Eisenbahngeschichte betrachtet werden, Beiträge für Modellbahn- und Eisenbahnpublikationen sowie ein mehrfach aufgelegtes deutsch-spanisches technisches Wörterbuch. Im englischen und spanischen Sprachraum galt Reder seit den 1950er Jahren zudem als Autorität auf dem Gebiet der spanischen Eisenbahngeschichte, bekannt als (Don) Gustavo Reder.
Reders umfangreiches Archiv mit Büchern, Dokumenten und Fotografien zu Themen der Eisenbahn und Modellbahn ging 1986 an die Stiftung Fundación de los Ferrocarriles Españoles über und befindet sich im Eisenbahnmuseum Museo del Ferrocarril de Madrid.

## Familie
Gustav Reder hatte am 5. September 1922 Martha Gadow geheiratet. Aus der Ehe gingen zwei Töchter hervor: Martha Reder (* 15. Februar 1924) und Beatriz Reder (* 10. März 1930).

## Werke
- Die Modelleisenbahn. Ihre Wirkungsweise und ihr Betrieb. Nebst einer Anleitung zum Selbstanfertigen von Eisenbahnen mit Zubehör. Union Deutsche Verlagsgesellschaft, Stuttgart u. a. 1925
- Technisches Spanisch. Lehr- und Nachschlagebuch der spanischen Sprache auf technischem Gebiet mit ausführlichem Fachwörterbuch. Girardet, Essen 1941.
- Mit Uhrwerk, Dampf und Strom. Vom Spielzeug zur Modelleisenbahn. Alba-Buchverlag, Düsseldorf 1970.
- Clockwork, Steam and Electric. A History of Model Railways. Allan, London 1972, ISBN 0-7110-0371-8.
- Die Welt der Dampflokomotive. Orell Füssli, Zürich 1974, ISBN 3-280-00754-2.
- The World of Steam Locomotives. Putnam, New York NY 1974, ISBN 0-399-11398-3.
- Le monde des locomotives à vapeur. Société Française du Livre u. a., Paris u. a. 1974.
- Historia de la tracción vapor en España. Nóesis, Madrid 1995, ISBN 84-87462-52-9 (Mehrere Bände).